# Estómago de cerdo

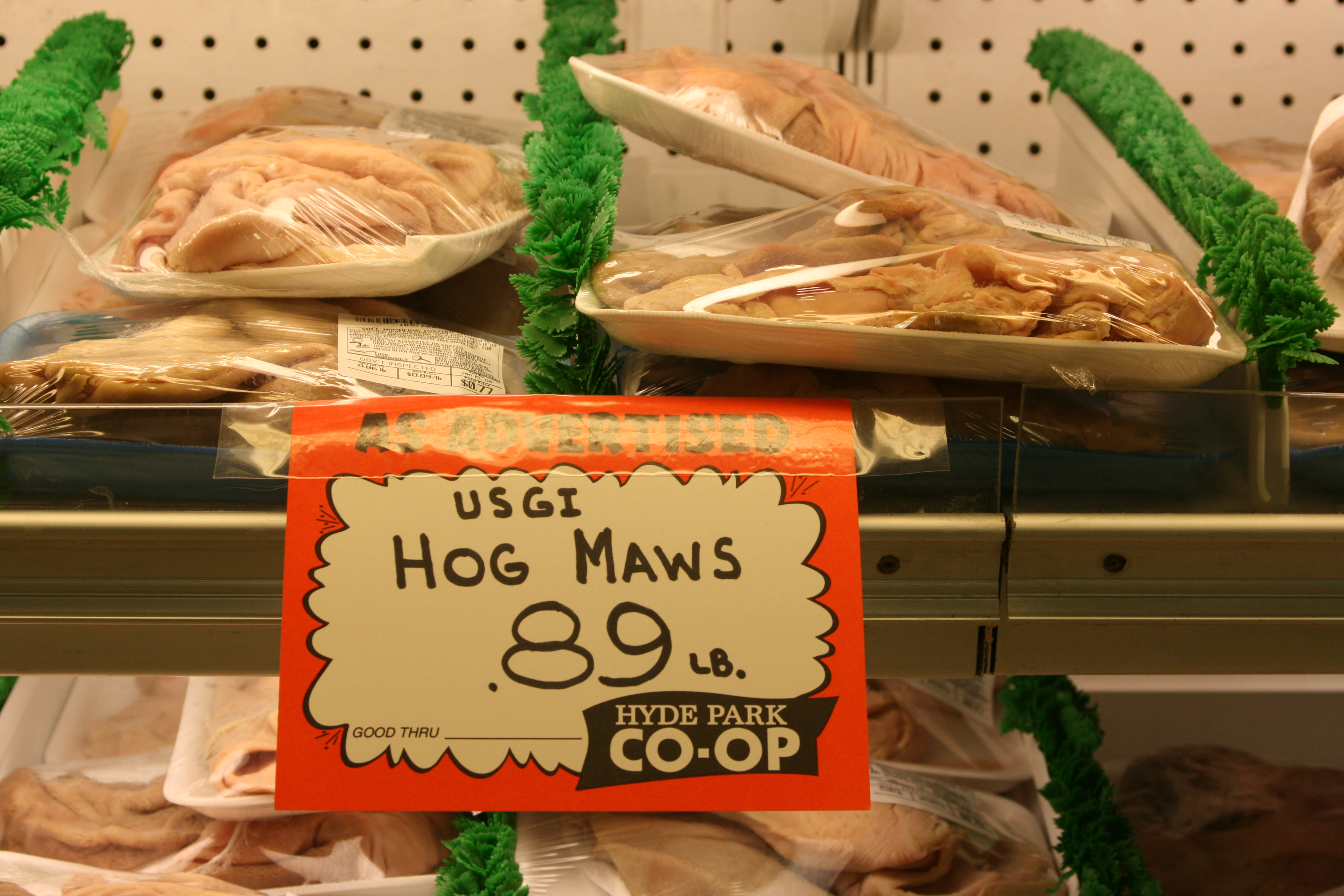
Estómagos de cerdo (en inglés hog maws) a la venta.

El estómago de cerdo, o más concretamente su forro, que es muy muscular y no contiene grasa una vez limpio, es un ingrediente presente en la soul food, la cocina china, la holandesa de Pensilvania, la escocesa y la italiana. Puede prepararse de diversas formas: estofado, frito, horneado y asado.

## Variantes

### Cocina holandesa de Pensilvania
El estómago de cerdo (llamado en inglés hog maw —‘cuajar de puerco’—, y a veces pig's stomach —‘estómago de cerdo’— o Susquehanna turkey —‘pavo de Susquehanna’—) es un plato holandés de Pensilvania, llamado en su idioma seimaaga, probablemente de su nombre alemán, saumagen. Tradicionalmente se prepara rellenando un estómago limpio con patata en cubos y salchicha de cerdo suelta. Otros ingredientes son el repollo, la cebolla y las especias. Se cuece en una olla grande cubierto con agua, de forma parecida al haggis escocés, pero también puede hornearse o asarse hasta que se dora o raja, momento en el que se riega con mantequilla antes de servir. Suele presentarse caliente sobre una bandeja cortado en rodajas o frío en sándwich. A menudo se toma en invierno, pues se hacía en los días de matanza en los condados de Lancaster y Berks.
Sigue siendo un acompañante tradicional por Año Nuevo para muchas familias alemanas de Pensilvania. De hecho, muchas familias creen que trae mala suerte no tomar al menos un trocito ese día, al igual que sucede con la carne de cerdo y el chucrut. El estómago fue llevado a Pensilvania desde el Palatinado Renano.

### Soul food
En la soul food el estómago de cerdo suele combinarse con los intestinos. En el libro Plantation Row Slave Cabin Cooking: The Roots of Soul Food consta una receta de ensalada de estómago de cerdo.

### Cocina china

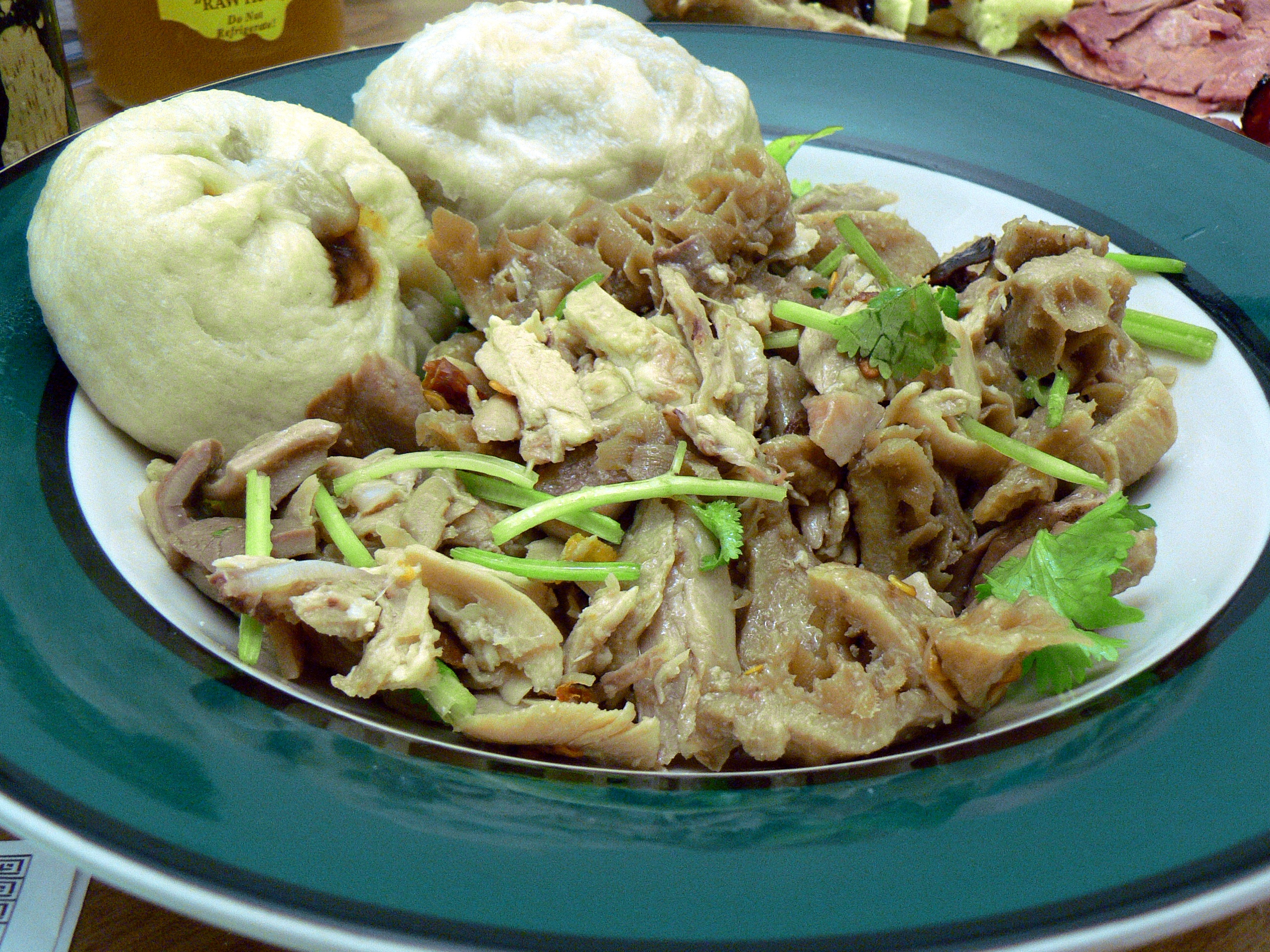
Estómago de cerdo salteado servido con dumplings de cerdo y ternera.

En la cocina china el estómago de cerdo se sirve a menudo salteado con verdura.

### Gastronomía latinoamericana
El estómago de cerdo es una especialidad en las taquerías de México, donde se llama cuajar de puerco, sirviéndose habitualmente frito con el resto del cerdo.
En Puerto Rico los estómagos se llaman cuajos, siendo los cuajitos una comida callejera popular presente en toda la isla, y servida habitualmente con escabeche de banana verde (no plátano) y morcilla.